# مطبخ جيبوتي
المطبخ الجيبوتي هو مزيج من المطبخ الصومالي والعفاري واليمني والفرنسي، مع بعض التأثيرات المطبخية من جنوب آسيا (وخاصة الهندية) الإضافية.
يتم تحضير الأطباق المحلية عادة باستخدام مجموعة متنوعة من التوابل الشرق أوسطية، تتراوح من الزعفران إلى القرفة. الأسماك اليمنية المشوية، التي يتم فتحها إلى نصفين ويتم طهيها غالبًا في أفران على طراز التندوري، هي من الأطعمة الشهية المحلية. تأتي الأطباق الحارة في العديد من الاختلافات، من الفه فاه التقليدي أو حساء جيبوتي (حساء لحم البقر المسلوق الحار)، إلى ييتاكلت الرطب (حساء الخضار المختلط الحار).
الحلاوة الطحينية هي حلوى شهيرة تؤكل خلال المناسبات الاحتفالية، مثل احتفالات عيد الأضحى أو حفلات الزفاف. تصنع الحلاوة الطحينية من السكر ونشا الذرة ومسحوق الهيل ومسحوق جوزة الطيب والسمن. يضاف الفول السوداني أحيانًا لتعزيز الملمس والنكهة.
الإفطار (القرقعة) وجبة مهمة لأهل جيبوتي، الذين يبدأون يومهم عادة بنوع من الشاي (الشاه) أو القهوة (البونا). الطبق الرئيسي هو عادة خبز يشبه الفطائر يسمى لاهوه، والذي يمكن تناوله أيضًا مع الحساء أو الحساء، مثل وات. وهو مشابه للخبز الإثيوبي، ولكنه أصغر وأرق. قد يتم أيضًا تقديم طبق جانبي من الكبد (عادة لحم البقر) أو لحم الماعز (هليب آري) أو لحم البقر المقطع المطبوخ في فراش من الحساء (السكر) أو اللحم المقدد (أودكاش أو مقداد). غالبًا ما يتم تناول ثلاث قطع من لاهوه مع العسل والسمن وكوب من الشاي.

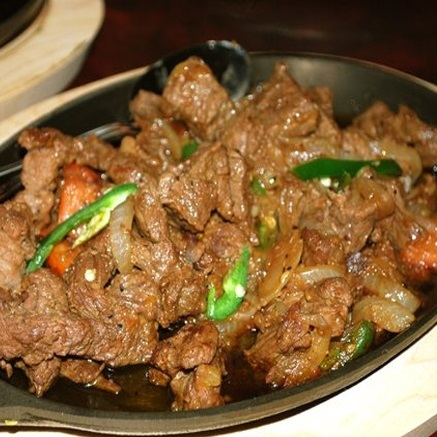
Dromedary tibsتقدم في أحد المطاعم في جيبوتي.

غالبًا ما يتم تقديم الغداء (القادو) والعشاء (الكاشو) مع طبق رئيسي متقن من الحساء (المرق)، والذي يأتي بمجموعة متنوعة من الأنماط والنكهات. غالبًا ما يتم تقديم الأرز (الباريس) مع اللحم و/أو الموز على الجانب. في مدينة جيبوتي، يتم استهلاك شرائح اللحم والأسماك على نطاق واسع. غالبًا ما يتم تقديم المعكرونة (الباستو) مع حساء أثقل من صلصة المعكرونة الإيطالية، ولكن يتم تقديمها بخلاف ذلك بنفس طريقة الأرز. غالبًا ما يتم تناول اللحوم المشوية مع المعكرونة.[بحاجة لمصدر]
يتم تحضير المطبخ الجيبوتي عادةً باستخدام العديد من التوابل الشرق أوسطية، بدءًا من الزعفران إلى القرفة. تأتي الأطباق الحارة بأشكال عديدة، من الفاح فاه التقليدي أو حساء جيبوتي (حساء لحم البقر المسلوق الحار)، إلى ييتاكلت الرطب (حساء الخضار المختلطة الحار). الأطباق الجانبية الشعبية هي العدس والأرز، والتي عادة ما تكون مغطاة بالصلصات، مثل البربرية الساخنة أو كبة النطر بالزبدة.

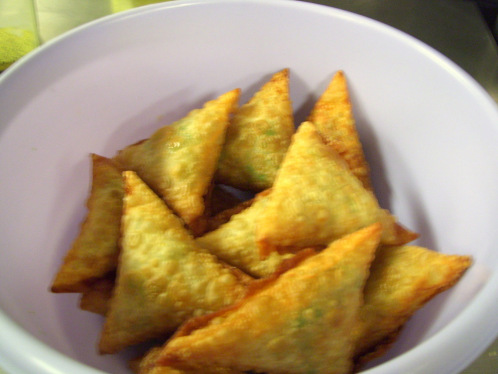
طبق من السمبوسة.